# Niederegger
«J.G. Niederegger GmbH & Co. KG» — производитель марципана и прочих сладостей, расположенный в немецком городе Любеке.
Фирма «Niederegger» была основана Йоханном-Георгом Нидереггером 1 марта 1806 года в Любеке. Известность фирме принесли марципановые шедевры, которые быстро стали популярными в Любеке и во всей Германии. После 50-летнего юбилея фирмы управление на себя взял зять Й. Г. Нидереггера и так со временем производство стало семейным бизнесом — сегодня фирма находится во владении потомков семьи Нидереггер уже в восьмом поколении. К середине XIX века компания достигла своего расцвета и даже поставляла свои товары ко Двору российского императора. 
В 1873 году марципан «Niederegger» получил престижную награду на Всемирной выставке в Вене. В 1942 году во время бомбардировки Любека англичанами кафе было полностью уничтожено, а также были навсегда утеряны архивы компании. Новое здание фабрики было построено на том же месте в 1948 году. В 2006 году в Любеке прошло празднование 200-летия основания компании «Niederegger».
В настоящее время в центре Любека расположены кафе 
«Niederegger», одноимённый магазин сладостей и музей марципана, являющиеся одной из достопримечательностей города и излюбленным местом встреч горожан и гостей Любека.